# Atalanta Bergamasca Calcio 1968-1969
Questa pagina raccoglie i dati riguardanti l'Atalanta Bergamasca Calcio nelle competizioni ufficiali della stagione 1968-1969.

## Stagione
Nella stagione 1968-1969 l'Atalanta si classifica all'ultimo posto della classifica con 19 punti retrocedendo dopo un lungo periodo di permanenza in Serie A. 
Nemmeno tre cambi di allenatori riescono a raddrizzare la stagione. L'Atalanta accoglie solo quattro vittorie su trenta partite.

Miglior marcatore nerazzurro Sergio Clerici autore di nove reti in campionato ed una in Coppa Italia.
In Coppa Italia il cammino dei neroazzurri si interrompe al primo turno a gironi, nonostante i pareggi con Inter e Lecco, e la vittoria con il Como.

È in testa al girone 5, ma viene eliminata per peggior differenza reti rispetto a Napoli e Brescia, pure vincitori con 4 punti, rispettivamente nei gironi 2 e 8.
Anche in Mitropa Cup la squadra viene eliminata al primo turno, per opera della Stella Rossa, vincente sia all'andata che al ritorno.

## Organigramma societario
Area direttiva
- Presidente: Attilio Vicentini

Area organizzativa
- Segretario generale: Marino Leidi

Area tecnica
- Allenatore: Stefano Angeleri da marzo Silvano Moro da aprile Carlo Ceresoli
- Allenatore in seconda: Carlo Ceresoli

Area sanitaria
- Medico sociale: Cesare Bordoni
- Massaggiatore: Renzo Cividini

## Rosa
| N. |                   | Ruolo | Calciatore         |
| -- | ----------------- | ----- | ------------------ |
|    | Italia (bandiera) | P     | Zaccaria Cometti   |
|    | Italia (bandiera) | P     | Giorgio De Rossi   |
|    | Italia (bandiera) | P     | Marcello Grassi    |
|    | Italia (bandiera) | D     | Giuliano Castoldi  |
|    | Italia (bandiera) | D     | Enrico Dordoni     |
|    | Italia (bandiera) | D     | Piero Dotti        |
|    | Italia (bandiera) | D     | Franco Nodari      |
|    | Italia (bandiera) | D     | Luciano Poppi      |
|    | Italia (bandiera) | C     | Ivan Bertuolo      |
|    | Italia (bandiera) | C     | Gabriele Bolognesi |
|    | Italia (bandiera) | C     | Paolo Lazzotti     |
|    | Italia (bandiera) | C     | Luigi Milan        |
|    | Italia (bandiera) | C     | Adelio Moro        |

| N. |                    | Ruolo | Calciatore         |
| -- | ------------------ | ----- | ------------------ |
|    | Italia (bandiera)  | C     | Ambrogio Pelagalli |
|    | Italia (bandiera)  | C     | Paolo Signorelli   |
|    | Italia (bandiera)  | C     | Alberto Sironi     |
|    | Italia (bandiera)  | C     | Sandro Tiberi      |
|    | Italia (bandiera)  | C     | Giuseppe Zaniboni  |
|    | Brasile (bandiera) | A     | Sergio Clerici     |
|    | Italia (bandiera)  | A     | Lucio Dell'Angelo  |
|    | Italia (bandiera)  | A     | Giuseppe Doldi     |
|    | Italia (bandiera)  | A     | Gianpaolo Incerti  |
|    | Italia (bandiera)  | A     | Corrado Nastasio   |
|    | Italia (bandiera)  | A     | Adriano Novellini  |
|    | Italia (bandiera)  | A     | Giancarlo Roffi    |

## Risultati

### Serie A

#### Girone di andata
| Arbitro: | Monti (Ancona) |

|                              |           |                              |
| Clerici 9’, 31’ Nastasio 28’ | Marcatori | 4’, 19’ Anastasi 45’ Del Sol |

| Arbitro: | Bigi (Padova) |

|                                           |           |             |
| Signorelli 40’ (aut.) Maraschi 89’ (rig.) | Marcatori | 25’ Incerti |

| Bergamo 13 ottobre 1968 3ª giornata | Atalanta          | 0 – 0 | Varese | Stadio Comunale\| Arbitro: \| Angonese (Mestre) \| |
| Arbitro:                            | Angonese (Mestre) |       |        |                                                    |

| Arbitro: | De Robbio (Torre Annunziata) |

|          |           |  |
| Reif 35’ | Marcatori |  |

| Arbitro: | Gonella (Torino) |

|                |           |  |
| Mascalaito 67’ | Marcatori |  |

| Bergamo 10 novembre 1968 6ª giornata | Atalanta            | 0 – 0 | Milan | Stadio Comunale\| Arbitro: \| Francescon (Padova) \| |
| Arbitro:                             | Francescon (Padova) |       |       |                                                      |

| Arbitro: | Angonese (Mestre) |

|              |           |  |
| Nastasio 10’ | Marcatori |  |

| Genova 24 novembre 1968 8ª giornata | Sampdoria             | 0 – 0 | Atalanta | Stadio Luigi Ferraris\| Arbitro: \| De Marchi (Pordenone) \| |
| Arbitro:                            | De Marchi (Pordenone) |       |          |                                                              |

| Arbitro: | D'Agostini (Roma) |

|                                         |           |             |
| Ferrari 1’, 85’ Pellizzaro 8’, 78’, 80’ | Marcatori | 44’ Incerti |

| Arbitro: | Lattanzi (Roma) |

|                                             |           |             |
| Nastasio 17’ Clerici 40’ (rig.) Incerti 81’ | Marcatori | 83’ Agroppi |

| Arbitro: | Pieroni (Roma) |

|          |           |              |
| Jair 72’ | Marcatori | 74’ Lazzotti |

| Arbitro: | Angonese (Mestre) |

|                       |           |  |
| Altafini 14’ Cané 63’ | Marcatori |  |

| Arbitro: | Acernese (Roma) |

|                                                   |           |                     |
| Clerici 27’, 73’, 75’ Incerti 48’ Dell'Angelo 87’ | Marcatori | 15’ Bonatti 88’ Bui |

| Arbitro: | Toselli (Cormons) |

|                             |           |                         |
| Clerici 26’ Dell'Angelo 88’ | Marcatori | 44’ Landini 75’ D'Amato |

| Arbitro: | Francescon (Padova) |

|          |           |  |
| Cera 66’ | Marcatori |  |

#### Girone di ritorno
| Arbitro: | Di Tonno (Lecce) |

|            |           |  |
| Haller 75’ | Marcatori |  |

| Arbitro: | Lo Bello (Siracusa) |

|  |           |              |
|  | Marcatori | 73’ Maraschi |

| Arbitro: | Carminati (Milano) |

|                |           |                          |
| Cappellini 79’ | Marcatori | 20’ Nastasio 33’ Clerici |

| Arbitro: | D'Agostini (Roma) |

|             |           |                             |
| Incerti 46’ | Marcatori | 5’, 15’ Tumburus 74’ Vitali |

| Arbitro: | Sbardella (Roma) |

|             |           |           |
| Clerici 20’ | Marcatori | 57’ Cosma |

| Milano 9 marzo 1969 21ª giornata | Milan           | 0 – 0 | Atalanta | Stadio San Siro\| Arbitro: \| Lattanzi (Roma) \| |
| Arbitro:                         | Lattanzi (Roma) |       |          |                                                  |

| Arbitro: | Gonella (Torino) |

|             |           |  |
| Savoldi 63’ | Marcatori |  |

| Bergamo 23 marzo 1969 23ª giornata | Atalanta       | 0 – 0 | Sampdoria | Stadio Comunale\| Arbitro: \| Pieroni (Roma) \| |
| Arbitro:                           | Pieroni (Roma) |       |           |                                                 |

| Arbitro: | Francescon (Padova) |

|                         |           |                     |
| Milan 21’ Novellini 75’ | Marcatori | 15’, 42’ Pellizzaro |

| Arbitro: | Genel (Trieste) |

|                                    |           |            |
| Poletti 8’ Rampanti 69’ Combin 88’ | Marcatori | 71’ Tiberi |

| Arbitro: | Di Tonno (Lecce) |

|  |           |                                                 |
|  | Marcatori | 7’ Domenghini 76’ Jair 77’ Mazzola 85’ Spadetto |

| Bergamo 27 aprile 1969 27ª giornata | Atalanta        | 0 – 0 | Napoli | Stadio Comunale\| Arbitro: \| Acernese (Roma) \| |
| Arbitro:                            | Acernese (Roma) |       |        |                                                  |

| Arbitro: | Bernardis (Trieste) |

|         |           |              |
| Bui 42’ | Marcatori | 85’ Nastasio |

| Arbitro: | Gonella (Torino) |

|                                              |           |            |
| Capello 3’, 27’ (rig.) Peirò 41’ Landini 84’ | Marcatori | 8’ Clerici |

| Arbitro: | Acernese (Roma) |

|               |           |                         |
| Novellini 51’ | Marcatori | 45’ Riva 57’ Boninsegna |

### Coppa Italia - Girone 5
| Arbitro: | Torelli (Milano) |

|                           |           |            |
| Clerici 37’ Novellini 63’ | Marcatori | 25’ Sironi |

| Lecco 15 settembre 1968 2ª giornata | Lecco                   | 0 – 0 | Atalanta | Stadio Mario Rigamonti\| Arbitro: \| Caligaris (Alessandria) \| |
| Arbitro:                            | Caligaris (Alessandria) |       |          |                                                                 |

| Arbitro: | Francescon (Padova) |

|             |           |            |
| Vastola 85’ | Marcatori | 87’ Tiberi |

### Coppa Mitropa
| Arbitro: | Sandor |

|                           |           |                                          |
| Incerti 20’ Novellini 47’ | Marcatori | 7’ Lazarević 16’, 61’ Džajić 80’ Ostojić |

| Arbitro: | Gruber |

|                                                               |           |               |
| Antonijević 24’ Lazarević 42’, 71’ Ostojić 77’ Mikailović 90’ | Marcatori | 63’ Novellini |

## Statistiche

### Statistiche di squadra
| Competizione  | Punti | In casa | In casa | In casa | In casa | In casa | In casa | In trasferta | In trasferta | In trasferta | In trasferta | In trasferta | In trasferta | Totale | Totale | Totale | Totale | Totale | Totale | DR  |
| Competizione  | Punti | G       | V       | N       | P       | Gf      | Gs      | G            | V            | N            | P            | Gf           | Gs           | G      | V      | N      | P      | Gf     | Gs     | DR  |
| ------------- | ----- | ------- | ------- | ------- | ------- | ------- | ------- | ------------ | ------------ | ------------ | ------------ | ------------ | ------------ | ------ | ------ | ------ | ------ | ------ | ------ | --- |
| Serie A       | 19    | 15      | 3       | 7       | 5       | 17      | 21      | 15           | 1            | 4            | 10           | 8            | 24           | 30     | 4      | 11     | 15     | 25     | 45     | -20 |
| Coppa Italia  | -     | 1       | 1       | 0       | 0       | 2       | 1       | 2            | 0            | 2            | 0            | 1            | 1            | 3      | 1      | 2      | 0      | 3      | 2      | +1  |
| Coppa Mitropa | -     | 1       | 0       | 0       | 1       | 2       | 4       | 1            | 0            | 0            | 1            | 1            | 5            | 2      | 0      | 0      | 2      | 3      | 9      | -6  |

### Statistiche dei giocatori
| Giocatore      | Serie A  | Serie A | Coppa Italia | Coppa Italia | Coppa Mitropa | Coppa Mitropa | Totale   | Totale |
| Giocatore      | Presenze | Reti    | Presenze     | Reti         | Presenze      | Reti          | Presenze | Reti   |
| -------------- | -------- | ------- | ------------ | ------------ | ------------- | ------------- | -------- | ------ |
| I. Bertuolo    | 30       | 0       | 3            | 0            | 2             | 0             | 35       | 0      |
| G. Bolognesi   | 1        | 0       | 2            | 0            | 0             | 0             | 3        | 0      |
| G. Castoldi    | 7        | 0       | 0            | 0            | 1             | 0             | 8        | 0      |
| S. Clerici     | 26       | 9       | 3            | 1            | 2             | 0             | 31       | 10     |
| Z. Cometti     | 5        | 0       | 1            | 0            | 0             | 0             | 6        | 0      |
| G. Danova      | 0        | 0       | 3            | 0            | 0             | 0             | 3        | 0      |
| G. De Rossi    | 22       | 0       | 3            | 0            | 1             | 0             | 26       | 0      |
| L. Dell'Angelo | 28       | 1       | 3            | 0            | 0             | 0             | 31       | 1      |
| G. Doldi       | 2        | 0       | 0            | 0            | 0             | 0             | 2        | 0      |
| E. Dordoni     | 13       | 0       | 0            | 0            | 2             | 0             | 15       | 0      |
| P. Dotti       | 16       | 0       | 3            | 0            | 1             | 0             | 20       | 0      |
| M. Grassi      | 5        | 0       | 0            | 0            | 0             | 0             | 5        | 0      |
| G. Incerti     | 25       | 5       | 3            | 0            | 2             | 1             | 30       | 6      |
| P. Lazzotti    | 17       | 1       | 0            | 0            | 2             | 0             | 19       | 1      |
| Mantovani      | 0        | 0       | 0            | 0            | 1             | 0             | 1        | 0      |
| L. Milan       | 14       | 1       | 2            | 0            | 0             | 0             | 16       | 1      |
| A. Moro        | 1        | 0       | 0            | 0            | 0             | 0             | 1        | 0      |
| Morosini       | 0        | 0       | 0            | 0            | 1             | 0             | 1        | 0      |
| C. Nastasio    | 29       | 5       | 1            | 0            | 2             | 0             | 32       | 5      |
| F. Nodari      | 16       | 0       | 3            | 0            | 2             | 0             | 21       | 0      |
| A. Novellini   | 12       | 2       | 1            | 1            | 2             | 2             | 15       | 5      |
| A. Pelagalli   | 26       | 0       | 3            | 0            | 1             | 0             | 30       | 0      |
| L. Poppi       | 19       | 0       | 0            | 0            | 1             | 0             | 20       | 0      |
| G. Roffi       | 1        | 0       | 0            | 0            | 1             | 0             | 2        | 0      |
| P. Signorelli  | 9        | 0       | 0            | 0            | 0             | 0             | 9        | 0      |
| A. Sironi      | 5        | 0       | 0            | 0            | 1             | 0             | 6        | 0      |
| S. Tiberi      | 18       | 1       | 3            | 1            | 0             | 0             | 21       | 2      |
| G. Zaniboni    | 0        | 0       | 0            | 0            | 1             | 0             | 1        | 0      |